# Rezerwat przyrody Wroni Dół
Rezerwat przyrody Wroni Dół – rezerwat leśny w gminie Michałów, w powiecie pińczowskim, w województwie świętokrzyskim. Leży na zachodnim skraju kompleksu leśnego w pobliżu wsi Polichno, w granicach Kozubowskiego Parku Krajobrazowego.
- Powierzchnia: 10,31 ha[1] (akt powołujący podawał 9,94 ha)
- Rok utworzenia: 1999
- Dokument powołujący: Rozporz. Woj. Święt. 13/1999 z 30.04.1999; Dz. Urz. Woj. Święt. 23/1999, poz. 558 z 10.05.1999
- Numer ewidencyjny WKP: 026
- Charakter rezerwatu: częściowy
- Przedmiot ochrony: bogaty florystycznie fragment zespołu grądu z licznymi gatunkami roślin objętych ochroną

W drzewostanie występuje głównie dąb szypułkowy, sosna zwyczajna i jesion wyniosły.
Szczególnie interesujące i wymagające ochrony są gatunki ciepłolubnych krzewów z berberysem, ligustrem i różą, skrawki muraw kserotermicznych, step kwietny i siedlisko występowania ośmiu gatunków storczyka (m.in. obuwik pospolity i buławnik wielkokwiatowy) oraz 420 gatunków roślin naczyniowych. Na jego terenie rosną gatunki chronione, zagrożone i rzadkie, m.in.: dziewięćsił bezłodygowy, kruszczyk szerokolistny, len włochaty, oman wąskolistny, pierwiosnek lekarski, podkolan biały, tojad dzióbaty, wawrzynek wilczełyko i zawilec wielkokwiatowy.